# NGC 6327
NGC 6327 في الفهرس العام الجديد، هي مجرة، تقع في كوكبة الجاثي. اكتشفت في 18 يوليو 1876 بواسطة إدوارد ستيفان.

## روابط خارجية
- NGC 6327 على موقع ويكي سكاي: DSS2, SDSS, GALEX, IRAS, Hydrogen α, X-Ray, Astrophoto, Sky Map, Articles and images